# Batkovići (gmina Čajniče)
Batkovići (cyr. Батковићи) – wieś w Bośni i Hercegowinie, w Republice Serbskiej, w gminie Čajniče. W 2013 roku liczyła 53 mieszkańców.